# سیدنی (ویلج)، نیویورک
سیدنی (به انگلیسی: Sidney) یک روستا در ایالات متحده آمریکا است که در شهرستان دلاویر، نیویورک واقع شده‌است. سیدنی ۶٫۱۹ کیلومتر مربع مساحت و ۳٬۹۰۰ نفر جمعیت دارد و ۳۰۲ متر بالاتر از سطح دریا واقع شده‌است.